# Vicent Flor
Vicent Flor i Moreno (Valencia, 21 de mayo de 1971) es un sociólogo y escritor español, autor de los ensayos Noves glòries a Espanya, anticatalanisme i identitat valenciana; Societat anònima. Els valencians, els diners i la política; Nosaltres som el València. Futbol, poder i identitats y la novela El carrer de baix. Desde 2015 es el director de la Institución Alfons el Magnànim. Es militante del partido político Bloc Nacionalista Valencià.

## Trayectoria académica e intelectual
Flor es licenciado en ciencias políticas y sociología y también en antropología social y cultural por la UNED, además es doctor en sociología por la Universidad de Valencia. Desde la década del 2000 es profesor universitario de Sociología en la Universidad de Valencia y profesor-tutor a la UNED. Sus especialidades son la sociología política y la sociología de la cultura, particularmente aplicado a la sociedad valenciana. Ha trabajado como conservador en el Museo Valenciano de la Ilustración y de la Modernidad y ha colaborado con entidades culturales como la asociación ACV Tirant lo Blanc. Ha sido director académico de la Fundación Nexo de 2011 a 2015. Actualmente es director de la Institución Alfons el Magnànim.
El abril de 2011 publicó su estudio Noves glòries a Espanya, anticatalanisme i identitat valenciana, que analiza el surgimiento, la influencia social y la evolución del blaverismo. El libro es un ensayo resultado de su tesis doctoral El anticatalanismo en el País Valenciano: Identidad y reproducción social del discurso del blaverismo y fue presentado por primera vez al Colegio Mayor Rector Peset de la Universidad de Valencia. El contenido del libro fue duramente atacado desde sectores de la extrema derecha de Valencia, tal como demuestra el hecho que el 5 de julio de 2011 una treintena de activistas ultraderechistas hicieron acto de presencia en el salón de actas de la FNAC de Valencia para impedir violentamente (lanzando sillas, libros y bombillas de humo a los asistentes) una segunda presentación del libro. Los ultra, afines a las organizaciones Grupo de Acción Valencianista y España 2000, tuvieron que ser desalojados por la policía. Entre los agresores se encontraban José Luis Roberto, presidente de España 2000, Manolo Latorre del GAV y Juan García Sentandreu, líder de Coalición Valenciana y expresidente del GAV, quien fue esposado y detenido.
El 2013 dirigió el libro Nació i identitats: pensar el País Valencià, con colaboraciones de Ferran Archilés, Rafael Castelló, Anselm Bodoque y Brauli Montoya, prologado por Joan Francesc Mira. Su capítulo se centra en el secesionismo lingüístico valenciano. En julio de 2015 publicó Societat anònima. Els valencians, els diners i la política. En este libro se analizan, y se critican, algunos de los problemas estructurales que sufren la mayoría de los cinco millones de valencianos: la invisibilización por parte de los medios y políticos españoles, la corrupción, el modelo productivo centrado en la baldosa, la pobreza, la infrafinanciación, la subordinación de los valencianohablantes, el pretenso «poder valenciano», etc., y se  proponen algunas alternativas. El periodista Paco Cerdà consideró este ensayo un retrato de la debacle valenciana.

## Trayectoria política
Nacido en una familia conservadora de clase media de la ciudad de Valencia, en su hogar se leía Las Provincias y se escuchaba frecuentemente el discurso anticatalanista, que en esta ciudad era muy presente en la década de los 80. Su inquietud valencianista, unida a la influencia que el anticatalanismo tenía sobre la sociedad valenciana a raíz de la Batalla de Valencia, lo llevaron a militar a las juventudes del partido blavero Unión Valenciana en 1986.
Cuando el 1990 se crea Futur Valencià, un foro abierto donde se reunían valencianistas de varias sensibilidades, en la línea del que entonces se conocía como tercera vía valenciana, muchos de los miembros de los jóvenes de Unión Valenciana  participaron, con Flor, que era el secretario de la organización juvenil. Esta evolución del sector juvenil del partido hacia posiciones nacionalistas culminó con la creación el 1992 de Juventud Valencianista, de la cual Vicent Flor fue fundador. Poco después, el 20 de noviembre de 1993, Flor y el resto de jóvenes que crearon la entidad fueron expulsados de Unión Valenciana.
En 1995 Flor ingresa en el Partit Valencià Nacionalista que se desintegró en 2000 para formar el Bloc Nacionalista Valencià. En esta formación, Flor ha sido miembro de la ejecutiva nacional y de 2000 a 2003 también secretario comarcal de la ciudad de Valencia, y llegó a presentar candidatura para ser el secretario general del BLOC en el congreso del partido el 2003, el cual ganó Enric Morera por solo 2 votos de diferencia.